# 산드루 히로시
산드로 히로시(Sandro Hiroshi, 1979년 11월 19일 ~ )은 브라질의 전직 축구 선수이다. 현역 시절 포지션은 공격수였다. 과거 K리그시절 사용했던 등록명은 산드로였다.

## 수상

### 개인

#### 대구 FC
- 리그컵 득점상 1회 :